# Яаскеляйнен, Лемпи
Лемпи Инкери Яаскеляйнен (фин. Lempi Jääskeläinen; 15 декабря 1900, Выборг — 13 сентября 1964, Хельсинки) — финская писательница и поэтесса. Лауреат высшей государственной награды Финляндии для деятелей искусств Pro Finlandia (1955).

## Биография
Родилась 15 декабря 1900 года в Выборге, в семье торговца. В 1921 году получила высшее образование. В 1927—1929 году
изучала археологию и историю в Хельсинкском университете, учёбу ей пришлось прекратить по состоянию здоровья. Работала сотрудником Выборгской налоговой инспекции в 1924—1927 годах.
Дебютировала под псевдонимом Л. Дж. Инкери в 1923 году со сборником рассказов.
Наиболее известна своими историческими романами и сборниками стихов, в которых она изобразила старый Выборг. Среди её работ цикл семейных романов, первоначально состоявший из шести томов, позднее опубликованный в двух томах под названиями Weckroothin perhe (1944, шведский перевод Familjen Weckrooth, 1957) и Helena Weckroothin tytär (1947).
Скончалась 13 сентября 1964 года в Хельсинки. Похоронена в Париккала.

## Избранные произведения
Семейный цикл Weckrooth
- Семья Векрутов, роман. 1930 г.
- Филип Векрут, роман. 1931 г.
- Борьба за власть, роман. 1932 г.
- Счастье капризное, роман. 1933 г.
- Дочь Елены Векроот, исторический роман, 1947 г
- The Weckrooth Family, серия исторических романов. 1944 г.

Цикл Наталья фон Энгельгардт
- Битва за Выборг, роман. 1935 г.
- Император влюблен, роман. 1936 г.
- Императрица Финляндии , Роман. 1937 г.

Серия Йохана Кроелла
- Тейкари или торговец? , роман. 1950 г.
- Плотина духа, роман. 1951 г.
- Герб, роман. 1952 г.

Серия Париккала
- Полномочия суда, роман. 1956 г.
- Крестьянин и дворецкий. Роман, 1959 г.

Другие работы
- Опаловый крест, сборник рассказов. 1923
- Серебряный пояс Святой Екатерины , 1928 г.
- Девушка со стеклянным сердцем, кинороман. 1928
- Императрица Серебряного пролива и другие люди, роман. 1930
- Монахиня, роман. 1934 г.
- Брат Господень , Роман. 1938 г.
- Это был выборгский гнев, рассказы об истории Выборга. 1940 г.
- Тихая жизнь старого Выборга, рассказы о Выборге 19 века. 1940 г.
- Выборг раньше и сейчас, под редакцией Бёрье Сандберга, текст Лемпи Яаскеляйнен. 1941 г.
- Буря приходит с востока, роман, 1942 г
- Заколдованные ворота, стихи. 1945 г.
- Узник Кастельхольма, роман. 1946 г.
- Источник Пресвятой Богородицы, роман. 1949 г.
- Дорогой город . 1951 (в соавт.)
- Винета, серия миниатюр. 1953 г.
- Старая Марковилла, роман о Выборге 19 века. 1955 г.
- Весна в старом городе, воспоминания. 1957 г.
- Девушка в старом городе , Роман. 1961 г.
- Молодой господин Давид из Выборга, роман. 1963 г.
- Holy Stall, телеспектакль. 1964 г.

## Награды
- Государственная премия Финляндии по литературе, 1935 г.
- Медаль «Pro Finlandia», 1955 г.